# Сарикудук
Сарикуду́к (каз. Сарықұдық) — село у складі Казталовського району Західноказахстанської області Казахстану. Входить до складу Талдиапанського сільського округу.
Населення — 241 особа (2021; 342 у 2009, 545 у 1999, 737 у 1989).